# Calcolo delle variazioni
Il calcolo delle variazioni è un campo dell'analisi funzionale che si occupa della ricerca  e delle proprietà dei punti estremali  (i massimi e minimi) dei cosiddetti funzionali, ovvero funzioni il cui dominio è a sua volta un insieme di funzioni. 
I funzionali possono per esempio essere formulati come integrali che coinvolgono una funzione incognita e le sue derivate; l'interesse è per le funzioni "estremali", cioè quelle che rendono massimo o minimo il valore del funzionale. 
Alcuni problemi classici sulle curve erano posti in questa forma; un esempio è quello della curva brachistocrona, il percorso da un punto A ad un punto B non allineati verticalmente lungo il quale una particella sottoposta alla gravità scenderebbe nel minor tempo. In questo caso si deve minimizzare la funzione che rappresenta il tempo fra tutte le curve da A a B.

## Descrizione
Il teorema chiave del calcolo delle variazioni classico è l'equazione di Eulero-Lagrange. Questa corrisponde a una condizione di stazionarietà per il funzionale. Come nel caso della ricerca dei massimi e dei minimi di una funzione, l'analisi delle piccole variazioni attorno a una presunta soluzione porta a una condizione del primo ordine. Non è possibile dire direttamente se sia stato trovato un massimo, un minimo o nessuno dei due.
Attualmente il Calcolo delle variazioni procede utilizzando i metodi diretti ovvero cercando di mostrare direttamente l'esistenza di minimi per funzionali di tipo integrale attraverso l'applicazione di una generalizzazione del classico Teorema di Weierstrass.
I metodi variazionali sono importanti in fisica teorica: nella meccanica lagrangiana e nell'applicazione del principio di minima azione alla fisica quantistica. I metodi variazionali forniscono la base matematica per il metodo degli elementi finiti, i quali sono uno strumento molto potente per la risoluzione dei problemi al contorno. Sono anche molto usati per lo studio degli equilibri statici nella scienza dei materiali, in matematica pura, ad esempio nell'uso del principio di Dirichlet per le funzioni armoniche da parte di Bernhard Riemann ed in economia politica, per la soluzione di problemi di ottimizzazione intertemporale.
Gli stessi concetti possono apparire in altra forma, ad esempio come tecniche per gli spazi di Hilbert, come teoria di Morse, o geometria simplettica. Il termine variazionale è usato in tutti i casi di funzionali estremali. Lo studio delle geodetiche nella geometria differenziale è un campo con un contenuto variazionale. Molto lavoro è stato svolto sul problema di superficie minima (problema della bolla di sapone), noto anche come problema di Plateau.